# Cascade (Wisconsin)
Cascade és una població dels Estats Units a l'estat de Wisconsin. Segons el cens del 2000 tenia 666 habitants.

## Demografia
Segons el cens del 2000, Cascade tenia 666 habitants, 255 habitatges, i 190 famílies. La densitat de població era de 347,5 habitants per km².
Dels 255 habitatges en un 34,9% hi vivien nens de menys de 18 anys, en un 65,9% hi vivien parelles casades, en un 6,7% dones solteres, i en un 25,1% no eren unitats familiars. En el 22,4% dels habitatges hi vivien persones soles el 9,4% de les quals corresponia a persones de 65 anys o més que vivien soles. El nombre mitjà de persones vivint en cada habitatge era de 2,61 i el nombre mitjà de persones que vivien en cada família era de 3,06.
Per edats la població es repartia de la següent manera: un 25,8% tenia menys de 18 anys, un 7,2% entre 18 i 24, un 30,9% entre 25 i 44, un 21,6% de 45 a 60 i un 14,4% 65 anys o més.
L'edat mediana era de 37 anys. Per cada 100 dones de 18 o més anys hi havia 94,5 homes.
La renda mediana per habitatge era de 47.232 $ i la renda mediana per família de 52.500 $. Els homes tenien una renda mediana de 38.214 $ mentre que les dones 25.139 $. La renda per capita de la població era de 20.617 $. Aproximadament el 4,3% de les famílies i el 6,6% de la població estaven per davall del llindar de pobresa.

## Poblacions més properes
El següent diagrama mostra les poblacions més properes.